# Bulbophyllum macrobulbum
Bulbophyllum macrobulbum es una especie de orquídea epifita originaria de Nueva Guinea.     

## Descripción
Es una  orquídea de tamaño grande a gigante, de crecimiento cálido con hábitos epífitas con  pseudobulbos con un apagado color verde oliva, ovoides,  agrupados y que llevan una sola hoja apical, oblonga, teñida de púrpura. Florece en el verano y el otoño en una corto inflorescencia basal en forma de racimo con 4-5 flores grandes y malolientes. Estas plantas tienen hojas tremendamente largas y deben colgar libres sin poner en los bancos, para evitar la podredumbre se deben utilizar macetas colgantes o cestas, tempaturas calientes, alta humedad y ayuda de sombra parcial para mantener esta especie bien desarrollada.

## Distribución y hábitat
Se encuentra en   Nueva Guinea en los árboles cubiertos de musgo o rocas en las elevaciones bajas. 

## Taxonomía
Bulbophyllum macrobulbum fue descrita por Johannes Jacobus Smith    y publicado en Bulletin du Département de l'Agriculture aux Indes Néerlandaises 39: 4. 1910.
Etimología
Bulbophyllum: nombre genérico que se refiere a la forma de las hojas que es bulbosa.
macrobulbum: epíteto latino que significa "con grandes bulbos".
Sinonimia
- Bulbophyllum balfourianum auct.	[3][4]